# Charles Maung Bo
Charles Maung Bo, född 29 oktober 1948 i Shwebo District, är en myanmarisk kardinal i Romersk-katolska kyrkan.
Bo växte upp med nio syskon i en relativt fattig familj. Hans far, som var jordbrukare, avled när Bo var två år.
Bo prästvigdes inom Don Bosco-salesianernas orden 1976. År 2003 utsågs han till ärkebiskop av Rangoon av påve Johannes Paulus II. År 2015 upphöjdes han till kardinal av påve Franciskus.